# Relationer mellan Kroatien och Sverige
Relationer mellan Kroatien och Sverige syftar på de bilaterala, historiska, ekonomiska och kulturella relationerna mellan Kroatien och Sverige. De bilaterala relationerna upprättades officiellt år 1992 sedan Sverige samma år erkänt Kroatiens självständighetsförklaring från Jugoslavien. De historiska, ekonomiska och kulturella relationerna är av äldre datum.
De politiska relationerna länderna emellan beskrivs som goda. Båda länderna är bland annat medlemmar av Europeiska unionen och inför Kroatiens anslutning till unionen år 2013 var Sverige en stark förespråkare för kroatiskt medlemskap.
Kroatien stöder till fullo Sveriges Nato-medlemskap.

## Politiska och diplomatiska relationer

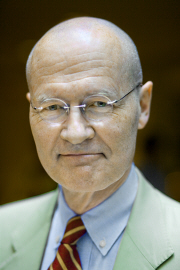
Lars Fredén, Sveriges ambassadör i Zagreb åren 2006–2008.

### Diplomatiska beskickningar
Sverige har en ambassad och två honorärkonsulat i Kroatien. Den svenska ambassaden i Zagreb invigdes den 29 januari 1992 och var då bland de fem första ambassaderna att upprättas i det då nyligen självständiga Kroatien. De två svenska honorärkonsulaten finns i kuststäderna Rijeka och Split.
Kroatien har en ambassad och två konsulat i Sverige. Kroatiens ambassad i Stockholm inrättades år 1993 och år 2014 tillkom två konsulat, ett i Göteborg och ett i Malmö.

### Politiska relationer
Den 25 juni 1991 förklarade sig Kroatien självständigt och oavhängigt den sydslaviska federala staten Jugoslavien som landet var en del av åren 1918–1991. Som det 36:e landet i ordning i världen erkände Sverige landets självständighet den 16 januari 1992. Den 29 januari samma år upprättades officiellt diplomatiska kontakter mellan länderna.
Det självständiga Kroatiens utrikespolitiska mål, integrering i västeuropeiska strukturer och medlemskap i bland annat försvarsalliansen Nato (medlemskap år 2009) och Europeiska unionen (medlemskap år 2013) uppnåddes något mer än två decennier efter självständighetsförklaringen. I politisk och ekonomisk mening stödde Sverige landets strävan efter medlemskap i Europeiska unionen. Genom bilateralt utvecklingssamarbete stödde Sverige åren 1993–2009 Kroatiens reformarbete och integration i unionen med cirka 450 miljoner SEK.

### Officiella besök
På den dåvarande kroatiske presidenten Ivo Josipović och hans hustru Tatjana Josipovićs inbjudan avlade Sveriges kung Carl XVI Gustaf och drottning Silvia ett officiellt statsbesök i Kroatien den 16–18 april 2013.

## Ekonomiska relationer

### Handelsutbyte
Det nordiska näringslivet har en gemensam privat handelskammare i Kroatien medan Business Sweden täcker Kroatien via sitt kontor i Wien i Österrike.
Kroatiens och Sveriges handelsutbyte är relativt litet. Kroatiens export till Sverige uppgick år 2013 till 0,48 miljarder SEK. Sveriges export till Kroatien uppgick under samma period till 1 miljard SEK. Mellan åren 1993 och första kvartalet år 2016 låg Sverige totalt på tolfte plats vad gäller utländska investeringar i Kroatien. Kroatiens export till Sverige består framför allt maskinprodukter och möbler. Sveriges export till Kroatien består främst av telekomutrustning, maskiner och livsmedel.

### Företag
Antalet svenska företag i Kroatien uppgår till drygt sextiotalet. De kan delas upp i två grupper: kroatiska företag som helt eller delvis ägs av svenska företag och kroatiska företag som representerar ett svenskt företag. I augusti 2014 öppnade det svenska möbelhuset Ikea ett varuhus i Zagreb. Det var Ikeas första varuhus i Kroatien och forna Jugoslavien. Bland de stora svenska (eller delvis svenska) företagen som är verksamma i Kroatien finns bland annat ABB, Electrolux, Ericsson, SKF, Tele2 och Tetra Pak.

### Turism
Turismnäringen är en av Kroatiens viktigaste näringsgrenar. År 2014 besöktes Kroatien av drygt 11,6 miljoner utländska besökare och inkomsterna från turismen utgjorde samma år 17,2 % av landets bruttonationalprodukt. Av dessa kom 192 113 turister från Sverige. Året därpå (2015) besöktes landet av 203 660 turister från Sverige.

## Kulturella relationer

### Etniska minoriteter
Enligt statistiska centralbyrån fanns det i Sverige år 2015 cirka 8 500 personer som var födda i Kroatien. Uppskattningsvis lever 30–35 000 invånare idag i Sverige med kroatisk eller delvis kroatisk härkomst. En majoritet av de personer med kroatiskt ursprung eller härkomst som lever i Sverige är personer eller barn till de personer som på 1960–1970-talet anlände från dåvarande Jugoslavien till Sverige som då var i behov arbetskraft.
En av de första med dokumenterad kroatisk härkomst i Sverige var Ivan Anž Frankopan, medlem av den framstående kroatiska adelsätten Frankopan. I Sverige var Ivan Anž känd som Johan Vale och arbetade under 1400-talet som fogde i kung Erik av Pommerns tjänst.
Antalet svenskar bosatta i Kroatien uppskattas till ett knappt hundratal.